# Шамков, Юрий Вениаминович
Юрий Вениаминович Шамков (род. 25 июня 1966, Барнаул) — российский политик, член Совета Федерации (2008—2014).

## Биография
Родился 25 июня 1966 года в Барнауле. В 1988 году окончил Алтайский политехнический институт по специальности «инженер-механик», до 1993 года работал инженером на «Сибэнергомаше», затем занимался собственным бизнесом, а в январе 1998 года назначен заместителем генерального директора Барнаульского завода асбестовых технических изделий. С мая 1999 года — гендиректор завода АТИ. В 2003 году окончил Уральскую Академию государственной службы по специальности «муниципальное и государственное управление». Кандидат экономических наук, доцент.
В 2000 году избран депутатом Алтайского краевого совета народных депутатов третьего созыва по одномандатному избирательному округу № 39, в марте 2004 года в краевом совете четвёртого созыва избран председателем комитета по экономической политике, промышленности, предпринимательству и собственности. Член президиума политсовета Алтайского регионального отделения партии «Единая Россия» и совета партийной фракции в краевом совете. Вошёл в правление Союза промышленников Алтайского края. В 2003 году признан победителем конкурса «Директор года».
20 февраля 2008 года наделён полномочиями члена Совета Федерации от администрации Алтайского края.
24 сентября 2009 года Алтайское краевое законодательное собрание продлило полномочия Шамкова ввиду продления полномочий губернатора Александра Карлина (53 депутата проголосовали «за», пятеро — «против», один воздержался и ещё один не голосовал; против кандидатуры Шамкова выступила только фракция коммунистов).
26 сентября 2014 года указом губернатора Карлина полномочия Шамкова как члена Совета Федерации прекращены.

## Награды
- Благодарность Президента Российской Федерации (12 июня 2013) — за большой вклад в развитие российского парламентаризма и активную законотворческую деятельность[5]
- Медаль «За заслуги перед обществом» (Алтайский край, 25 июня 2021) — за социально значимую общественную деятельность во благо Алтайского края